# Библиотека департамента Реюньон
Библиотека департамента Реюньон (фр. Bibliothèque départementale de La Réunion) — библиотека, расположенная в городе Сен-Дени (административном центре французского заморского департамента Реюньон). Является старейшей публичной библиотекой на острове Реюньон и с 1858 года получает обязательные экземпляры всех изданий, выпускаемых там.

## История
Библиотека была основана указом от 31 декабря 1855 года по инициативе губернатора Юбера Делиля и первоначально носила название Колониальная библиотека. Официальное открытие состоялось в 1856 году в присутствии губернатора. В 1938 году нначались работы по строительству нового здания, предназначенного для колониальной библиотеки и ведомственного архива. В 1946 году Колониальная библиотека была переименована в Ведомственную библиотеку. В 1962 году был открыт молодёжный отдел библиотеки, а в 1978 году — региональный отдел.

## Современное состояние
Цель библиотеки — сохранение и популяризация литературного наследия Реюньона и других островов Индийского океана. Книги в библиотеке не выдаются на дом, работа с ними возможна только в читальном зале.
Фонд библиотеки состоит более из 180 000 общедоступных документов и хранится в здании на улице Ролан-Гаррос, построенном в 1938 году. С 2004 года библиотека специализируется на региональных изданиях (остров Реюньон и острова в юго-западной части Индийского океана).